# Belarussischer Fußballpokal 1996/97
Der Belarussische Fußballpokal 1996/97 war die sechste Austragung des belarussischen Pokalwettbewerbs der Männer. Das Finale fand am 25. Mai 1997 im Dinamo-Stadion von Minsk statt. Titelverteidiger MPKC Masyr schied im Achtelfinale gegen Dinamo-93 Minsk aus. Pokalsieger wurde Belschyna Babrujsk, der sich im Finale gegen Dinamo-93 Minsk durchsetzte.

## Modus
Im Gegensatz zur Liga wurde der Pokal im Herbst-Frühjahr-Rhythmus ausgetragen. Alle Begegnungen wurden in einem Spiel ausgetragen. Bei unentschiedenem Ausgang wurde zur Ermittlung des Siegers eine Verlängerung gespielt. Stand danach kein Sieger fest, folgte ein Elfmeterschießen. Der Sieger qualifizierte sich für den Europapokal der Pokalsieger.

## Teilnehmende Teams
| Wyschejschaja Liha (16) | Perschaja Liha (13) | Druhaja Liha (3)                                             |
| --- | --- | ------------------------------------------------------------ |
| - FK Dinamo Minsk - Dinamo-93 Minsk - Ataka-Aura Minsk - MPKC Masyr - Belschyna Babrujsk - FK Dinamo Brest - FK Arbita Lida - Dnjapro Mahiljou - FK Njoman Hrodna - FK Maladsetschna - Tarpeda Kadina Mahiljou - Tarpeda Minsk - Naftan-Dewon Nawapolazk - FK Schachzjor Salihorsk - Wedrytsch Retschyza - Lakamatyu-96 Wizebsk | - Stroitel Bjarosa - FK Kobryn - Chimik Swetlahorsk - FK Homel - Kardan-Flyers Hrodna - Maksim-Legmasch Orscha - Kamunalnik Pinsk - Dinamo-Juni Minsk - Transmasch Mahiljou - FK Tarpeda Schodsina - FK Kamunalnik Slonim - Stroitel Staryja Darohi - Lokomotiv Wizebsk | - Kristal Smaljawitschy - BATE Baryssau - FK Weras Njaswisch |

## 1. Runde
Teilnehmer: 16 Mannschaften der ersten Liga, 13 Mannschaften der zweiten Liga und 3 aus der dritten Liga.
| Datum      |                              | Ergebnis              |                             |
| ---------- | ---------------------------- | --------------------- | --------------------------- |
| 20.07.1996 | Kristal Smaljawitschy (III)  | 0:3                   | Dinamo-93 Minsk (I)         |
| 20.07.1996 | Stroitel Staryja Darohi (II) | 0:4                   | FK Dinamo Minsk (I)         |
| 23.07.1996 | FK Kamunalnik Slonim (II)    | 1:3                   | Dnjapro Mahiljou (I)        |
| 24.07.1996 | Lokomotiv Wizebsk (II)       | 2:4                   | Lakamatyu-96 Wizebsk (I)    |
| 24.07.1996 | FK Kobryn (II)               | 4:2                   | FK Arbita Lida (I)          |
| 24.07.1996 | FK Homel (II)                | 1:2                   | Tarpeda Minsk (I)           |
| 24.07.1996 | Stroitel Bjarosa (II)        | 0:5                   | FK Maladsetschna (I)        |
| 24.07.1996 | Transmasch Mahiljou (II)     | 0:1                   | Tarpeda Kadina Mahiljou (I) |
| 24.07.1996 | FK Tarpeda Schodsina (II)    | 1:2                   | Wedrytsch Retschyza (I)     |
| 24.07.1996 | Chimik Swetlahorsk (II)      | 0:2                   | MPKC Masyr (I)              |
| 24.07.1996 | FK Weras Njaswisch (III)     | 0:1                   | FK Njoman Hrodna (I)        |
| 24.07.1996 | BATE Baryssau (III)          | 0:2                   | FK Dinamo Brest (I)         |
| 24.07.1996 | Maksim-Legmasch Orscha (II)  | 1:1 n. V. (8:9 i. E.) | Belschyna Babrujsk (I)      |
| 24.07.1996 | Kamunalnik Pinsk (II)        | 0:2 n. V.             | Ataka-Aura Minsk (I)        |
| 24.07.1996 | Kardan-Flyers Hrodna (II)    | 1:1 n. V. (3:2 i. E.) | FK Schachzjor Salihorsk (I) |
| 24.07.1996 | Dinamo-Juni Minsk (II)       | 1:1 n. V. (4:2 i. E.) | Naftan-Dewon Nawapolazk (I) |

## Achtelfinale
Teilnehmer waren die 16 Sieger der ersten Runde.
| Datum      |                          | Ergebnis  |                             |
| ---------- | ------------------------ | --------- | --------------------------- |
| 01.08.1996 | FK Maladsetschna (I)     | 0:2 n. V. | FK Dinamo Minsk (I)         |
| 02.08.1996 | MPKC Masyr (I)           | 1:2 n. V. | Dinamo-93 Minsk (I)         |
| 03.08.1996 | Ataka-Aura Minsk (I)     | 3:2 n. V. | FK Njoman Hrodna (I)        |
| 04.08.1996 | FK Dinamo Brest (I)      | 2:0       | Dinamo-Juni Minsk (I)       |
| 04.08.1996 | Wedrytsch Retschyza (I)  | 2:3       | FK Kobryn (II)              |
| 04.08.1996 | Dnjapro Mahiljou (I)     | 3:1       | Kardan-Flyers Hrodna (I)    |
| 04.08.1996 | Belschyna Babrujsk (I)   | 3:2 n. V. | Tarpeda Minsk (I)           |
| 04.08.1996 | Lakamatyu-96 Wizebsk (I) | 6:1       | Tarpeda Kadina Mahiljou (I) |

## Viertelfinale
| Datum      |                      | Ergebnis |                          |
| ---------- | -------------------- | -------- | ------------------------ |
| 09.04.1997 | FK Kobryn (II)       | kampflos | Dnjapro Mahiljou (I)     |
| 07.05.1997 | Dinamo-93 Minsk (I)  | 3:0      | Lakamatyu-96 Wizebsk (I) |
| 08.05.1997 | Ataka-Aura Minsk (I) | 1:2      | Belschyna Babrujsk (I)   |
| 08.05.1997 | FK Dinamo Minsk (I)  | 1:0      | FK Dinamo Brest (I)      |

## Halbfinale
| Datum      |                        | Ergebnis  |                      |
| ---------- | ---------------------- | --------- | -------------------- |
| 16.05.1997 | Belschyna Babrujsk (I) | 2:0 n. V. | Dnjapro Mahiljou (I) |
| 16.05.1997 | FK Dinamo Minsk (I)    | 2:4 n. V. | Dinamo-93 Minsk (I)  |

## Finale
| Paarung            | Belschyna Babrujsk – Dinamo-93 Minsk |
| Ergebnis           | 2:0 (0:0) |
| Datum              | 15. Mai 1997 |
| Stadion            | Dinamo-Stadion, Minsk |
| Zuschauer          | 7.000 |
| Schiedsrichter     | Sergej Schmolik |
| Tore               | 1:0 Wasil Smirnych (86.) 2:0 Dimitrij Balaschow (90.) |
| Belschyna Babrujsk | Sjarhej Schemtschugau – Sjarhej Passumowitsch, Jewgenij Zimafejeu, Ihar Schuzikau, Andrej Chrypatsch – Ihar Hradabojeu, Eduard Hradabojeu, Wasil Smirnych, Dimitrij Balaschau – Andrej Chlebassolau, Uladsimir Putrasch (65. Aleksandr Borissik). Cheftrainer: Oleh Woloch                |
| Dinamo-93 Minsk    | Jury Afanassenka – Witalij Rohoschkin, Oleh Awhul, Dmitrij Klimowitsch, Ihor Tarlouskij – Kirill Sawostikau (59. Fjodar Lukaschenka), Dmitrij Bespanskij, Antuan Majorau, Aleksandr Sinkowez (59. Wadsim Skryptschanka) – Dmitrij Akulnitsch, Witalij Lessun. Cheftrainer: Judas Rumbutis |
| Gelbe Karten       | Ihar Schuzikau, Eduard Hradabojeu, – Aleksandr Sinkowez, Antuan Majorau, Dmitrij Klimowitsch |